# Ентеара
Ентеа́ра — дрібний піщаний острів в Червоному морі в архіпелазі Дахлак, належить Еритреї, адміністративно відноситься до району Дахлак регіону Семіен-Кей-Бахрі.

## Географія
Розташований на захід від мису Рас-Малькомма острова Дахлак. Має видовжену неправильну форму з північного сходу на південний захід. Довжина острова понад 400 м, ширина не перевищує 80 м. Обриси змінюються залежно від рівня води в морі. При найбільшій площі острів має дві довгі піщані коси на північному та південному краях. Острів облямований піщаними мілинами.